# Гвардійська церква (Відень)
Гвардійська церква або церква Воскресіння на честь розп'ятого Спасителя (нім. Gardekirche) — церква у центрі Відня, що знаходиться за адресою вулиця Ренневег, 5a в 3-му Віденському районі Ландштрассе. Класична будівля з внутрішнім оздобленням у формі куртуазного рококо (бароковий класицизм  ) вважається однією з головних робіт архітектора Ніколауса фон Пакассі.

## Історія

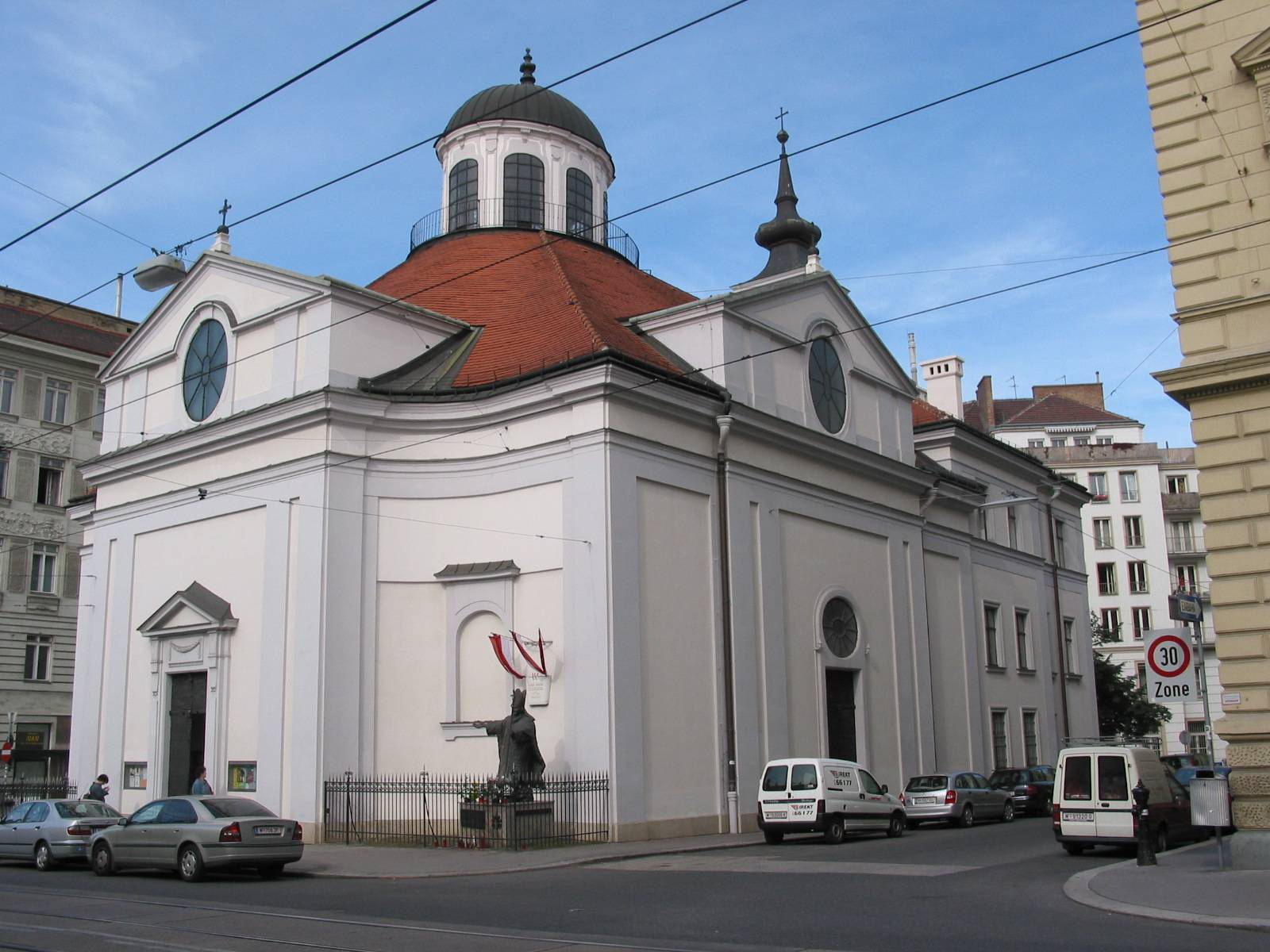
Вид на церкву з Реннвега

Коли Кайзершпіталь переїхав на територію колишньої Троїцької лікарняні на вулиці Ренневег, було вирішено побудувати нову лікарняну церкву. Планування відбулося в 1754 році, будівництво під керівництвом Пакассі йшло у 1755—1763 роках. У 1763 році церкву освятили. Будівля відкрита з трьох боків і з одного боку примикає до іншого будинку, має центральний, злегка поздовжньо-овальний, майже круглий, суцільно мурований купол і хорову прибудову. У 1769 році структурні пошкодження були відремонтовані Жаном Батистом Брекеном разом з будівельним майстром Ніколаусом Петером Мьолнером. Вони переробили дах і фасад.
1782 року Йосиф II відкрив шпиталь і розділив польську (галицьку) лейбгвардію, церква відтоді отримала назву Гвардійської. У 1803 році ораторій костелу переобладнали під жилі приміщення. У 1890 році майже всі будівлі цісарської лікарні зруйновано, а решту разом із костелом у 1897 році передали польським змартвихвстанцям. Відтоді в костелі також відбуваються меси польською мовою.
Разом із залишками будівлі, вона була відремонтована та розширена Річардом Джорданом у 1898 році, а також була розбудована дзвіниця. У 2001 році збоку церкви було встановлено пам'ятник на честь трьох візитів до Австрії папи Івана Павла II.

## Інтер'єр

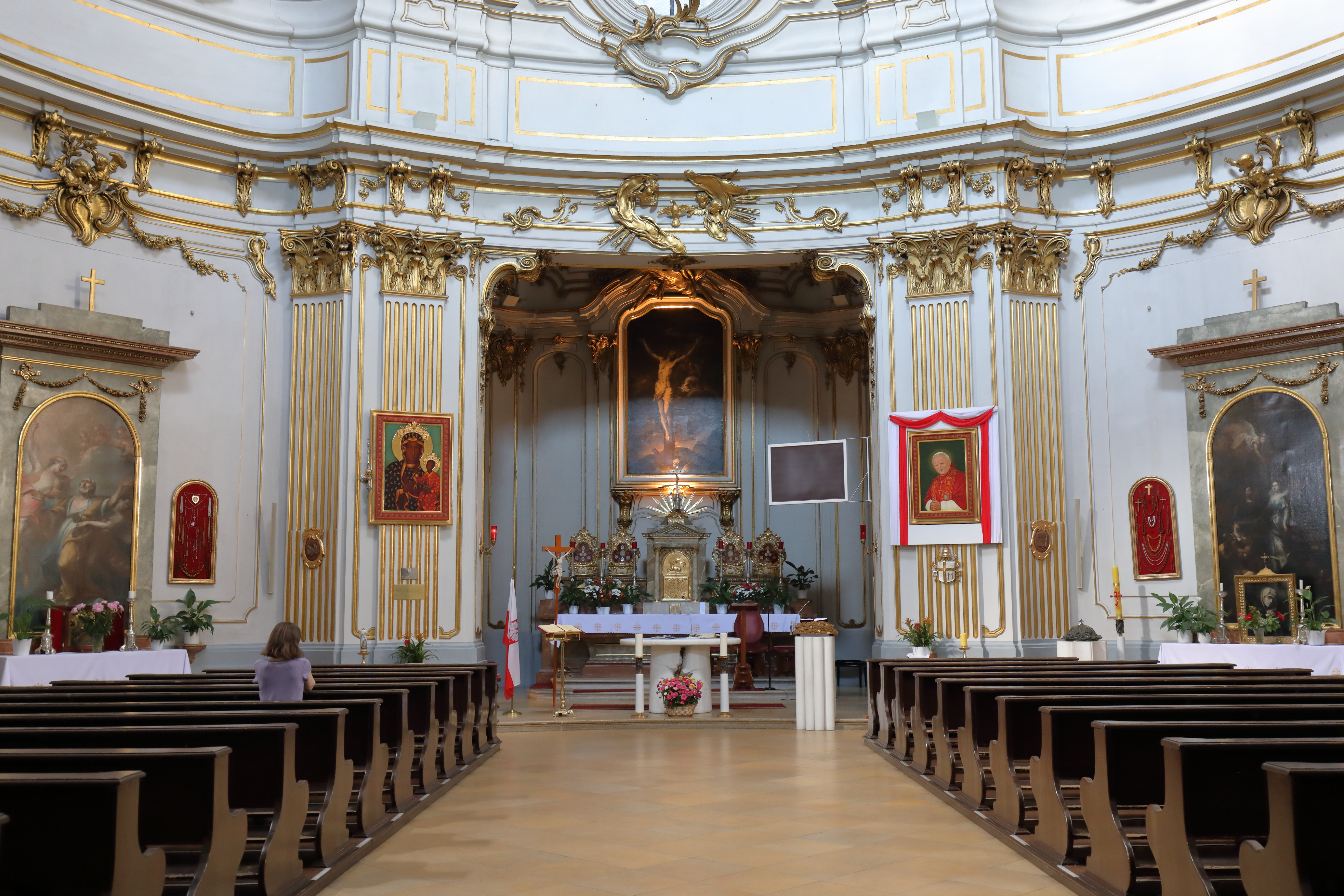
Вид на вівтарну кімнату

Всередині церква являє собою овальне приміщення з майже поперечно овальним приділом і двома прилеглими кімнатами. Біло-золоті декорації у формах рококо, зосереджені на овальному куполі з ліхтарем. Головне вівтарне зображення Христа на хресті виконано Петром Штруделем, поруч з ним два бокових вівтарі в простих мармурових рамах. На лівому бічному вівтарі зображено смерть святого Йосипа. У захристії є П'єта другої половини XVII століття та дерев'яне розп'яття середини XVIII століття.